# Volvo B20
Volvo B20 är en rak 4-cylindrig stötstångsmotor tillverkad av Volvo. Den är baserad på 1,8-litersmotorn Volvo B18 men har större cylinderdiameter (88,9 mm) vilket tillsammans med den bibehållna slaglängden 80 mm ger motorn en slagvolym om 2,0 liter (1986 cm³). B20 gjorde entré 1969 i modellerna Volvo Amazon, Volvo P1800 och Volvo 140 och monterades fram till och med 1976 i Volvo 240-serien. B20 är känd för sin höga kvalité och driftsäkerhet. Den följdes av Volvo B21 och Volvo B23 som var på 2,1 respektive 2,3 liter. 
B20A användes också som drivmotor för självgång på Haubits 77A.
Motorn är även populär som båtmotor.

## Olika modeller av B20
- B20A - förgasarmotor med enkel Stromberg-förgasare, 82 hk
- B20B - förgasarmotor med dubbla SU-förgasare och kamaxel modell C, 100 hk
- B20D - förgasarmotor med dubbla SU-förgasare och kamaxel modell B, 90 alt 95 hk
- B20E - Elektronisk bränsleinsprutning från Bosch, (1969–1973), Mekanisk insprutning från Bosch (1974), 124 hk
- B20F - Elektronisk bränsleinsprutning från Bosch, (1972–1975) framtagen för lågoktanig, blyfri bensin och med katalytisk avgasrening på i första hand den amerikanska marknaden, 115 hk.